# Nederland op het Europees kampioenschap voetbal 1992
Nederland was een van de acht deelnemende landen op het Europees kampioenschap voetbal 1992 in Zweden. Het was de vierde deelname voor Oranje. Nederland bereikte de halve finale, waarin het na strafschoppen werd uitgeschakeld door Denemarken.

## Kwalificatie
Na afloop van het WK 1990 werd bondscoach Leo Beenhakker opgevolgd door Rinus Michels, die tot dan sectieheer technische zaken van de KNVB was. Nederland werd voor de EK-kwalificatiecampagne samen met Portugal, Griekenland, Malta en Finland ingedeeld in groep 6. Hoewel Nederland zijn eerste duel met 1-0 verloor van Portugal, werd het uiteindelijk groepswinnaar met twee punten voorsprong op de Portugezen.

### Kwalificatieduels van Nederland
| 17 oktober 1990  | Portugal    | 1 – 0 | Nederland   |
| 21 november 1990 | Nederland   | 2 – 0 | Griekenland |
| 19 december 1990 | Malta       | 0 – 8 | Nederland   |
| 13 maart 1991    | Nederland   | 1 – 0 | Malta       |
| 17 april 1991    | Nederland   | 2 – 0 | Finland     |
| 5 juni 1991      | Finland     | 1 – 1 | Nederland   |
| 16 oktober 1991  | Nederland   | 1 – 0 | Portugal    |
| 4 december 1991  | Griekenland | 0 – 2 | Nederland   |

### Eindstand in groep 6
|   | Land        | Wed | W | G | V | DV | DT | DS  | Pnt |
| - | ----------- | --- | - | - | - | -- | -- | --- | --- |
| 1 | Nederland   | 8   | 6 | 1 | 1 | 17 | 2  | +15 | 13  |
| 2 | Portugal    | 8   | 5 | 1 | 2 | 11 | 4  | +7  | 11  |
| 3 | Griekenland | 8   | 3 | 2 | 3 | 11 | 9  | +2  | 8   |
| 4 | Finland     | 8   | 1 | 4 | 3 | 5  | 8  | -3  | 6   |
| 5 | Malta       | 8   | 0 | 2 | 6 | 2  | 23 | -21 | 2   |

## Het Europees kampioenschap

### Groepsfase
Na het teleurstellende WK 1990 greep bondscoach Rinus Michels terug naar een traditionele 4-3-3-formatie, met Ruud Gullit en Bryan Roy als buitenspelers. In zijn eerste duel won Oranje met het kleinste verschil van Schotland dankzij een late treffer van de 23-jarige Dennis Bergkamp. De tweede groepswedstrijd, tegen het Gemenebest van Onafhankelijke Staten (de voormalige Sovjet-Unie), eindigde in een scoreloos gelijkspel. Nadien mocht het elftal van Michels het opnemen tegen Duitsland, dat Oranje twee jaar eerder had uitgeschakeld op het WK na een duel dat ontsierd werd door een spuugincident tussen Frank Rijkaard en Rudi Völler. Nederland nam sportieve wraak en won overtuigend. Uitgerekend Rijkaard bracht zijn land al na enkele minuten op voorsprong. Via treffers van Rob Witschge en opnieuw Bergkamp werd het uiteindelijk 3-1 voor Nederland.
| Land      | Wed | Win | Gel | Ver | DV | DT | +/− | Pnt |
| --------- | --- | --- | --- | --- | -- | -- | --- | --- |
| Nederland | 3   | 2   | 1   | 0   | 4  | 1  | 3   | 5   |
| Duitsland | 3   | 1   | 1   | 1   | 4  | 4  | 0   | 3   |
| Schotland | 3   | 1   | 0   | 2   | 3  | 3  | 0   | 2   |
| GOS       | 3   | 0   | 2   | 1   | 1  | 4  | -3  | 2   |

### Halve finale
Als groepswinnaar mocht Nederland het in de halve finale opnemen dat Denemarken. Het Scandinavisch land had zich nochtans niet gekwalificeerd voor het EK. Maar omdat Joegoslavië, dat zich wel gekwalificeerd had, in 1992 wegens een burgeroorlog op het punt stond volledig uit elkaar te vallen, werd Denemarken door de UEFA alsnog opgeroepen om deel te nemen. De Denen overleefden verrassend de groepsfase en schakelden vervolgens ook Nederland uit. Nederland kwam twee keer op achterstand, maar doelpunten van Bergkamp en Rijkaard zorgden ervoor dat er verlengingen kwamen. Toen er in die verlengingen niet gescoord werd, volgde er een strafschoppenreeks. Marco van Basten, de held van het vorige EK en topspits van AC Milan miste als enige zijn strafschop.

## Selectie en technische staf
| Nr. | Naam               | Geboortedatum | GW |   |   |   |   |   |   | Club           | Positie(s) |
| --- | ------------------ | ------------- | -- | - | - | - | - | - | - | -------------- | ---------- |
| 1   | Hans van Breukelen | 04-10-1956    | 4  | 0 | 0 | 0 | 0 | 0 | 0 | PSV            | GK         |
| 2   | Berry van Aerle    | 08-12-1962    | 2  | 0 | 0 | 0 | 0 | 0 | 0 | PSV            | RB, DM     |
| 3   | Adri van Tiggelen  | 16-06-1957    | 4  | 0 | 0 | 0 | 0 | 0 | 0 | PSV            | LB, RB     |
| 4   | Ronald Koeman      | 21-03-1963    | 4  | 0 | 1 | 0 | 0 | 0 | 0 | FC Barcelona   | CB         |
| 5   | Danny Blind        | 01-08-1961    | 0  | 0 | 0 | 0 | 0 | 0 | 0 | Ajax           | CB, RB     |
| 6   | Jan Wouters        | 17-07-1960    | 4  | 0 | 1 | 0 | 0 | 0 | 1 | Bayern München | DM         |
| 7   | Dennis Bergkamp    | 10-05-1969    | 4  | 3 | 0 | 0 | 0 | 0 | 3 | Ajax           | AM, CF     |
| 8   | Frank Rijkaard     | 30-09-1962    | 4  | 2 | 1 | 0 | 0 | 0 | 0 | AC Milan       | CB, CM     |
| 9   | Marco van Basten   | 31-10-1964    | 4  | 0 | 0 | 0 | 0 | 0 | 0 | AC Milan       | CF         |
| 10  | Ruud Gullit        | 01-09-1962    | 4  | 0 | 0 | 0 | 0 | 0 | 1 | AC Milan       | RW, AM, CF |
| 11  | John van 't Schip  | 30-12-1963    | 2  | 0 | 0 | 0 | 0 | 2 | 0 | Ajax           | RW         |
| 12  | Wim Kieft          | 12-11-1962    | 1  | 0 | 0 | 0 | 0 | 1 | 0 | PSV            | CF         |
| 13  | Stanley Menzo      | 15-10-1963    | 0  | 0 | 0 | 0 | 0 | 0 | 0 | Ajax           | GK         |
| 14  | Rob Witschge       | 21-08-1966    | 4  | 1 | 1 | 0 | 0 | 0 | 0 | Feyenoord      | LM, LW     |
| 15  | Aron Winter        | 01-03-1967    | 2  | 0 | 0 | 0 | 0 | 2 | 0 | Ajax           | CM, RM     |
| 16  | Peter Bosz         | 21-11-1963    | 1  | 0 | 0 | 0 | 0 | 1 | 0 | Feyenoord      | DM, RM     |
| 17  | Frank de Boer      | 15-05-1970    | 2  | 0 | 0 | 0 | 0 | 0 | 2 | Ajax           | LB, CB     |
| 18  | Wim Jonk           | 12-10-1966    | 1  | 0 | 0 | 0 | 0 | 1 | 0 | Ajax           | CM, DM     |
| 19  | Eric Viscaal       | 20-03-1968    | 1  | 0 | 0 | 0 | 0 | 1 | 0 | AA Gent        | CF, AM     |
| 20  | Bryan Roy          | 12-02-1970    | 4  | 0 | 0 | 0 | 0 | 0 | 1 | Ajax           | LW         |

| Naam            | Functie        |
| --------------- | -------------- |
| Technische staf |                |
| Rinus Michels   | Bondscoach     |
| Dick Advocaat   | Assistent      |
| Bert van Lingen | Assistent      |
| Medische staf   |                |
| Frits Kessel    | Teamarts       |
| Rob Ouderland   | Fysiotherapeut |

## Wedstrijden

### Groepsfase
|                          |              |         |           |                                                                            |
| 12 juni 1992 17:15 UTC+1 | Nederland    | 1 – 0   | Schotland | Ullevi, Göteborg Toeschouwers: 35.720 Scheidsrechter: Bo Karlsson (Zweden) |
| 12 juni 1992 17:15 UTC+1 | Bergkamp 75' | Verslag |           | Ullevi, Göteborg Toeschouwers: 35.720 Scheidsrechter: Bo Karlsson (Zweden) |

| Nederland | Schotland |

| Nederland:     |    |                    |     |
|                |    |                    |     |
| GK             | 1  | Hans van Breukelen |     |
| RB             | 2  | Berry van Aerle    |     |
| CB             | 8  | Frank Rijkaard     |     |
| CB             | 4  | Ronald Koeman      |     |
| LB             | 3  | Adri van Tiggelen  |     |
| CM             | 6  | Jan Wouters        | 54' |
| CM             | 14 | Rob Witschge       | 25' |
| AM             | 7  | Dennis Bergkamp    | 84' |
| RW             | 10 | Ruud Gullit        |     |
| CF             | 9  | Marco van Basten   |     |
| LW             | 20 | Bryan Roy          |     |
| Wisselspelers: |    |                    |     |
| MF             | 18 | Wim Jonk           | 54' |
| MF             | 15 | Aron Winter        | 84' |
| Coach:         |    |                    |     |
| Rinus Michels  |    |                    |     |

| Schotland:     |    |                  |     |
|                |    |                  |     |
| GK             | 1  | Andy Goram       |     |
| RB             | 9  | Stewart McKimmie |     |
| CB             | 2  | Richard Gough    |     |
| CB             | 8  | Dave McPherson   |     |
| LB             | 4  | Maurice Malpas   |     |
| RM             | 6  | Brian McClair    | 78' |
| CM             | 10 | Stuart McCall    |     |
| CM             | 3  | Paul McStay      |     |
| LM             | 11 | Gary McAllister  |     |
| CF             | 7  | Gordon Durie     |     |
| CF             | 5  | Ally McCoist     | 73' |
| Wisselspelers: |    |                  |     |
| FW             | 14 | Kevin Gallacher  | 73' |
| FW             | 20 | Duncan Ferguson  | 78' |
| Coach:         |    |                  |     |
| Andy Roxburgh  |    |                  |     |

|                          |           |       |     |                                                                                    |
| 15 juni 1992 20:15 UTC+1 | Nederland | 0 – 0 | GOS | Ullevi, Göteborg Toeschouwers: 34.400 Scheidsrechter: Peter Mikkelsen (Denemarken) |
| 15 juni 1992 20:15 UTC+1 | Verslag   |       |     | Ullevi, Göteborg Toeschouwers: 34.400 Scheidsrechter: Peter Mikkelsen (Denemarken) |

| Nederland | GOS |

| Nederland:     |    |                    |     |
|                |    |                    |     |
| GK             | 1  | Hans van Breukelen |     |
| RB             | 2  | Berry van Aerle    |     |
| CB             | 8  | Frank Rijkaard     |     |
| CB             | 4  | Ronald Koeman      | 26' |
| LB             | 3  | Adri van Tiggelen  |     |
| CM             | 6  | Jan Wouters        | 68' |
| CM             | 14 | Rob Witschge       |     |
| AM             | 7  | Dennis Bergkamp    | 80' |
| RW             | 10 | Ruud Gullit        | 72' |
| CF             | 9  | Marco van Basten   |     |
| LW             | 20 | Bryan Roy          |     |
| Wisselspelers: |    |                    |     |
| MF             | 11 | John van 't Schip  | 72' |
| FW             | 80 | Eric Viscaal       | 80' |
| Coach:         |    |                    |     |
| Rinus Michels  |    |                    |     |

| Gemenebest van Onafhankelijke Staten: |    |                         |     |
|                                       |    |                         |     |
| GK                                    | 1  | Dmitri Kharine          |     |
| RB                                    | 5  | Oleg Koeznetsov         |     |
| CB                                    | 2  | Andrej Tsjernisjov      |     |
| CB                                    | 18 | Viktor Onopko           |     |
| LB                                    | 4  | Achrik Tsveiba          | 22' |
| CM                                    | 9  | Sergej Alejnikov        | 57' |
| CM                                    | 7  | Aleksej Michailitsjenko |     |
| AM                                    | 10 | Igor Dobrovolski        |     |
| RW                                    | 8  | Andrej Kantsjelskis     |     |
| CF                                    | 11 | Sergei Yuran            | 65' |
| LW                                    | 15 | Igor Kolyvanov          |     |
| Wisselspelers:                        |    |                         |     |
| MF                                    | 16 | Dmitri Koeznetsov       | 57' |
| FW                                    | 13 | Sergei Kiriakov         | 65' |
| Coach:                                |    |                         |     |
| Anatoli Bisjovets                     |    |                         |     |

|                          |                                       |         |               |                                                                                   |
| 18 juni 1992 20:15 UTC+1 | Nederland                             | 3 – 1   | Duitsland     | Ullevi, Göteborg Toeschouwers: 37.725 Scheidsrechter: Pierluigi Pairetto (Italië) |
| 18 juni 1992 20:15 UTC+1 | Rijkaard 4' Witschge 15' Bergkamp 72' | Verslag | 53' Klinsmann | Ullevi, Göteborg Toeschouwers: 37.725 Scheidsrechter: Pierluigi Pairetto (Italië) |

| Nederland | Duitsland |

| Nederland:     |    |                    |     |
|                |    |                    |     |
| GK             | 1  | Hans van Breukelen |     |
| RB             | 3  | Adri van Tiggelen  |     |
| CB             | 8  | Frank Rijkaard     |     |
| CB             | 4  | Ronald Koeman      |     |
| LB             | 17 | Frank de Boer      | 61' |
| CM             | 6  | Jan Wouters        |     |
| CM             | 14 | Rob Witschge       |     |
| AM             | 7  | Dennis Bergkamp    | 87' |
| RW             | 10 | Ruud Gullit        |     |
| CF             | 9  | Marco van Basten   |     |
| LW             | 20 | Bryan Roy          |     |
| Wisselspelers: |    |                    |     |
| MF             | 15 | Aron Winter        | 61' |
| MF             | 16 | Peter Bosz         | 87' |
| Coach:         |    |                    |     |
| Rinus Michels  |    |                    |     |

| Duitsland:     |    |                   |     |
|                |    |                   |     |
| GK             | 1  | Bodo Illgner      |     |
| RWB            | 3  | Andreas Brehme    |     |
| CB             | 14 | Thomas Helmer     |     |
| CB             | 5  | Manfred Binz      | 46' |
| CB             | 4  | Jürgen Kohler     | 50' |
| LWB            | 15 | Michael Frontzeck |     |
| CM             | 17 | Stefan Effenberg  |     |
| CM             | 7  | Andreas Möller    |     |
| CM             | 8  | Thomas Häßler     |     |
| CF             | 11 | Karl-Heinz Riedle | 76' |
| CF             | 18 | Jürgen Klinsmann  |     |
| Wisselspelers: |    |                   |     |
| MF             | 10 | Thomas Doll       | 76' |
| MF             | 16 | Matthias Sammer   | 46' |
| Coach:         |    |                   |     |
| Berti Vogts    |    |                   |     |

### Halve finale
|                          |                                              |              |                                           |                                                                                       |
| 22 juni 1992 20:15 UTC+1 | Nederland                                    | 2 – 2 (n.v.) | Denemarken                                | Ullevi, Göteborg Toeschouwers: 37.450 Scheidsrechter: Emilio Soriano Aladrén (Spanje) |
| 22 juni 1992 20:15 UTC+1 | Bergkamp 23' Rijkaard 86'                    | Verslag      | 5', 33' Larsen                            | Ullevi, Göteborg Toeschouwers: 37.450 Scheidsrechter: Emilio Soriano Aladrén (Spanje) |
| 22 juni 1992 20:15 UTC+1 | Strafschoppen                                |              |                                           | Ullevi, Göteborg Toeschouwers: 37.450 Scheidsrechter: Emilio Soriano Aladrén (Spanje) |
| 22 juni 1992 20:15 UTC+1 | Koeman Van Basten Bergkamp Rijkaard Witschge | 4 – 5        | Larsen Povlsen Elstrup Vilfort Christofte | Ullevi, Göteborg Toeschouwers: 37.450 Scheidsrechter: Emilio Soriano Aladrén (Spanje) |

| Nederland | Denemarken |

| Nederland:     |    |                    |      |
|                |    |                    |      |
| GK             | 1  | Hans van Breukelen |      |
| RB             | 3  | Adri van Tiggelen  |      |
| CB             | 8  | Frank Rijkaard     | 42'  |
| CB             | 4  | Ronald Koeman      |      |
| LB             | 17 | Frank de Boer      | 46'  |
| CM             | 6  | Jan Wouters        |      |
| CM             | 14 | Rob Witschge       |      |
| AM             | 7  | Dennis Bergkamp    |      |
| RW             | 10 | Ruud Gullit        |      |
| CF             | 9  | Marco van Basten   |      |
| LW             | 20 | Bryan Roy          | 115' |
| Wisselspelers: |    |                    |      |
| FW             | 12 | Wim Kieft          | 46'  |
| MF             | 11 | John van 't Schip  | 115' |
| Coach:         |    |                    |      |
| Rinus Michels  |    |                    |      |

| Denemarken:            |    |                    |         |
|                        |    |                    |         |
| GK                     | 1  | Peter Schmeichel   |         |
| RWB                    | 2  | John Sivebæk       |         |
| CB                     | 12 | Torben Piechnik    |         |
| CB                     | 4  | Lars Olsen         |         |
| CB                     | 6  | Kim Christofte     |         |
| LWB                    | 5  | Henrik Andersen    | 15' 70' |
| CM                     | 18 | Kim Vilfort        |         |
| CM                     | 13 | Henrik Larsen      |         |
| CM                     | 7  | John Jensen        |         |
| AM                     | 11 | Brian Laudrup      | 57'     |
| CF                     | 9  | Flemming Povlsen   |         |
| Wisselspelers:         |    |                    |         |
| FW                     | 10 | Lars Elstrup       | 57'     |
| DF                     | 17 | Claus Christiansen | 70'     |
| Coach:                 |    |                    |         |
| Richard Møller Nielsen |    |                    |         |

## Afbeeldingen

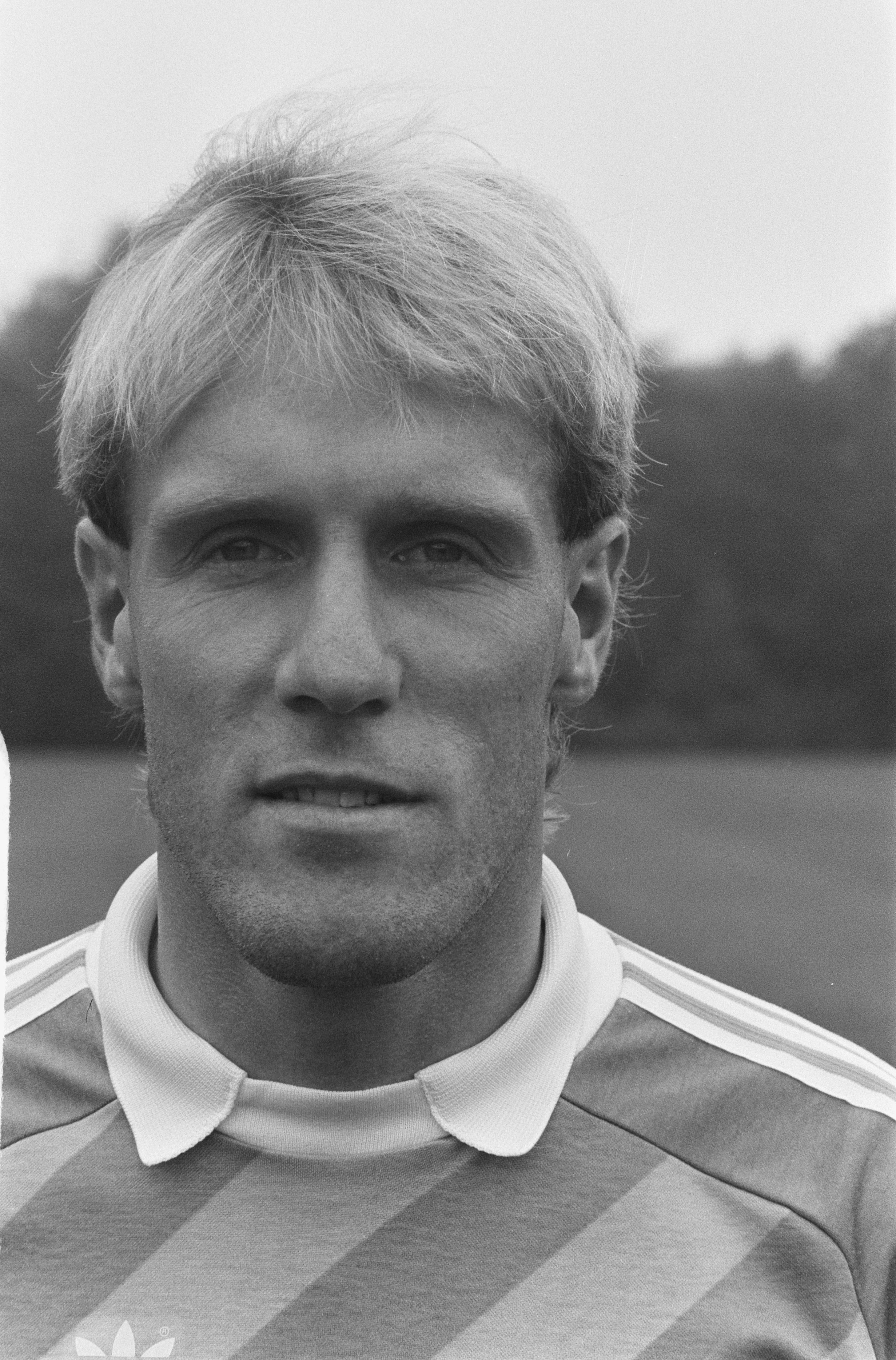
Hans van Breukelen (doelman)
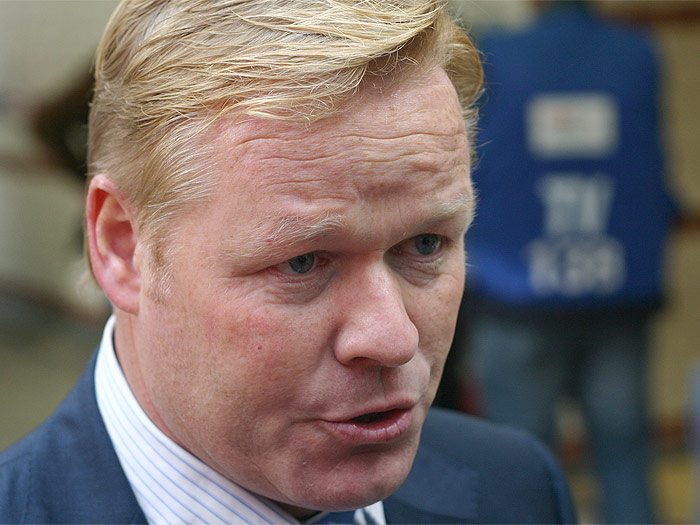
Ronald Koeman (verdediger)
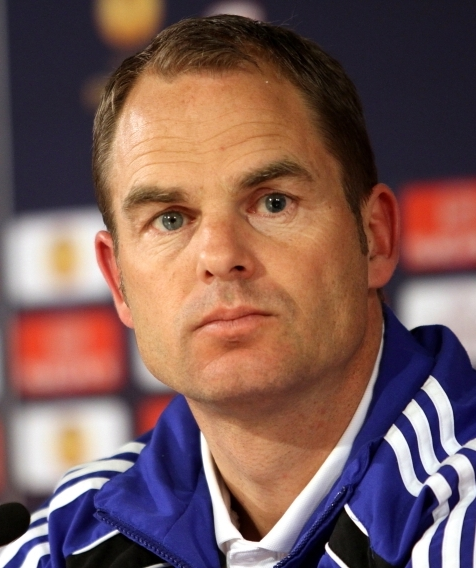
Frank de Boer (verdediger)
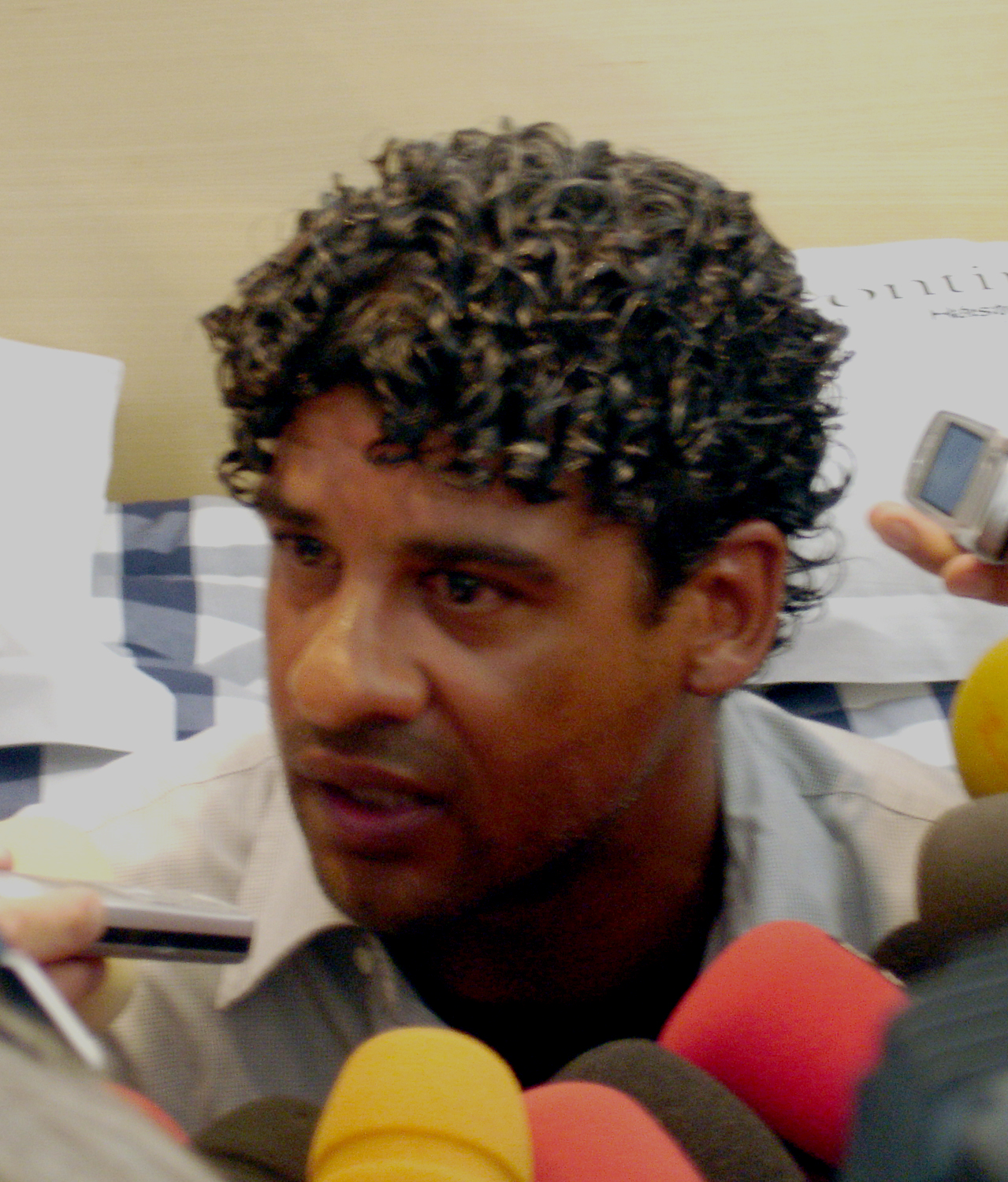
Frank Rijkaard (verdediger)
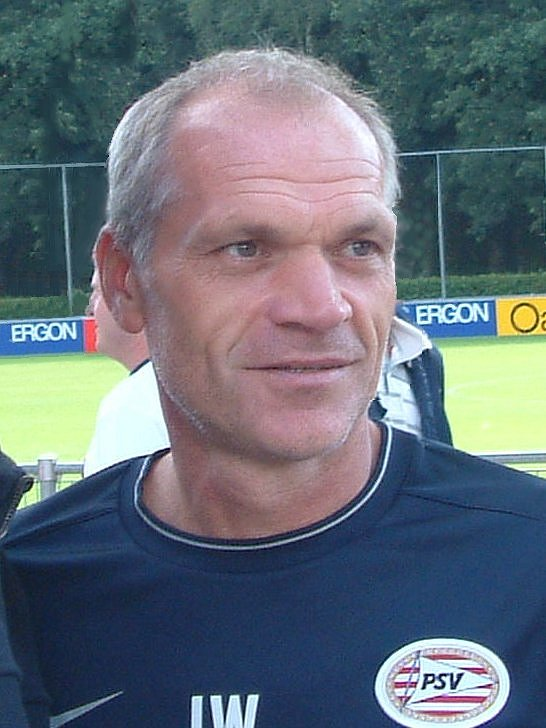
Jan Wouters (middenvelder)
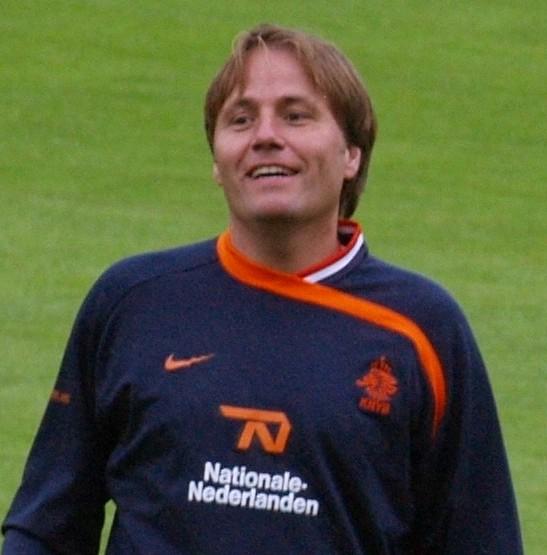
Rob Witschge (middenvelder)
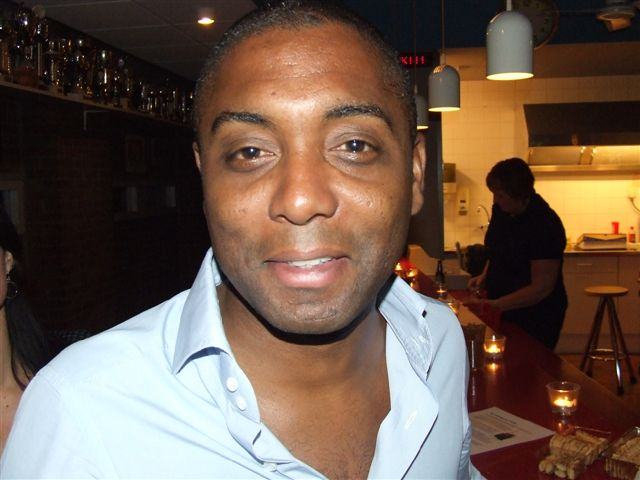
Bryan Roy (aanvaller)
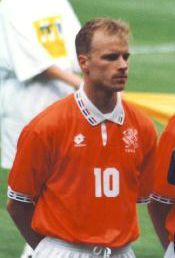
Dennis Bergkamp (aanvaller)
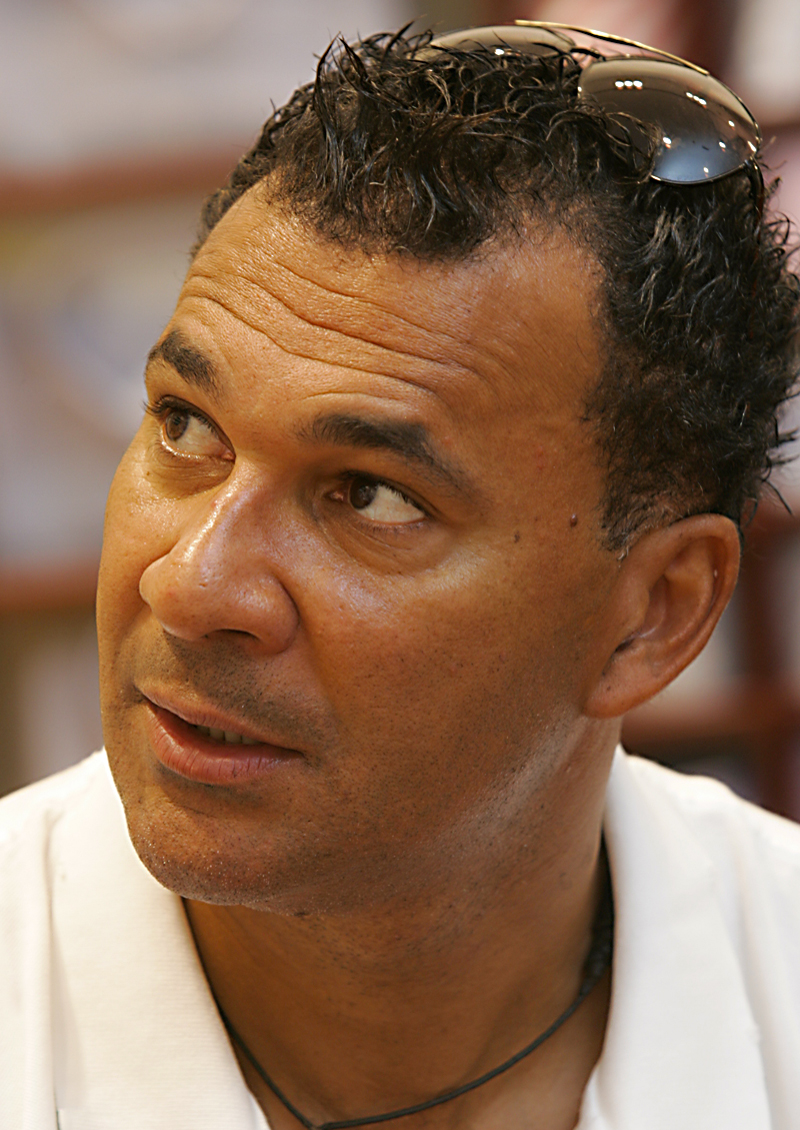
Ruud Gullit (aanvaller)
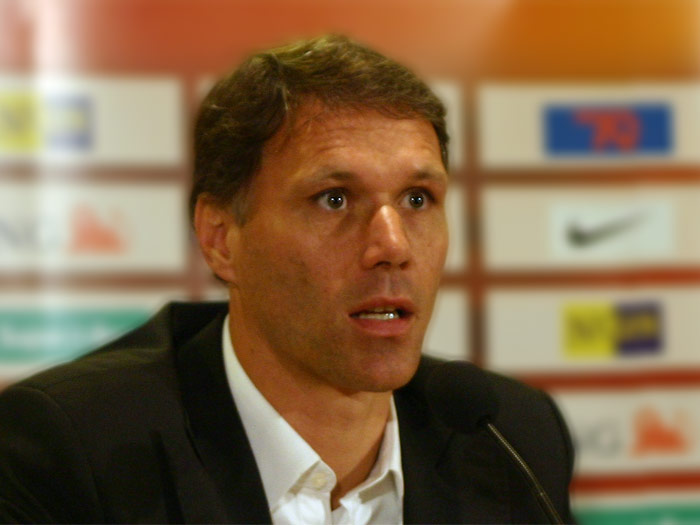
Marco van Basten (aanvaller)

 Frankrijk 1960 · 
 Spanje 1964 · 
 Italië 1968 · 
 België 1972 · 
 Joegoslavië 1976 · 
 Italië 1980 · 
 Frankrijk 1984 · 
 West-Duitsland 1988 · 
 Zweden 1992 · 
 Engeland 1996 · 
 Nederland & België 2000 · 
 Portugal 2004 · 
 Zwitserland & Oostenrijk 2008 · 
 Polen & Oekraïne 2012 · 
 Frankrijk 2016 · 
Europa 2020 · 
 Duitsland 2024
KNVB ·
A-internationals ·
Bondscoaches (m) ·
Topscorers ·
Nederlands vrouwenelftal ·
Bondscoaches (v) ·
Nederland B ·
Olympisch elftal ·
Jong Oranje ·
Nederland –20 ·
Nederland –19 ·
Nederland –18 ·
Nederland –17 ·
Nederland –16 ·
Nederland –15 ·
Nederlands amateurelftal ·
Nederlands zaterdagelftal ·
Jong OranjeLeeuwinnen ·
Vrouwen –20 ·
Vrouwen –19 ·
Vrouwen –18 ·
Vrouwen –17 ·
Vrouwen –16 ·
Vrouwen –15 ·
Militair mannenelftal ·
Militair vrouwenelftal ·
Strandteam ·
Vrouwen Strandteam ·
Futsalteam ·
Vrouwen Futsalteam

EK-wedstrijden ·
WK-wedstrijden ·
Resultaten kwalificaties en eindronden ·
Nederland B-wedstrijden ·
Officieuze wedstrijden ·
EK-wedstrijden vrouwen ·
WK-wedstrijden vrouwen ·
Resultaten vrouwen kwalificaties en eindronden
1905 – 1919 ·
1920 – 1929 ·
1930 – 1939 ·
1940 – 1949 ·
1950 – 1959 ·
1960 – 1969 ·
1970 – 1979 ·
1980 – 1989 ·
1990 – 1999 ·
2000 – 2009 ·
2010 – 2019 ·
2020 – 2029
2015 ·
2016 ·
2017 ·
2018 ·
2019 ·
2020 ·
2021 · 
2022
EK's: 1976 · 
1980 · 
1988 · 
1992 · 
1996 · 
2000 · 
2004 · 
2008 · 
2012 · 
2020 · 
2024
WK's: 1934 · 
1938 · 
1974 · 
1978 · 
1990 · 
1994 · 
1998 · 
2006 · 
2010 · 
2014 · 
2022
OS: 1908 ·
1912 ·
1920 ·
1924 ·
1928 ·
1948 ·
1952 ·
2008
Albanië ·
Andorra ·
Argentinië ·
Armenië ·
Australië ·
België ·
Bosnië en Herzegovina ·
Brazilië ·
Bulgarije ·
Canada ·
Chili ·
China ·
Colombia ·
Costa Rica ·
Curaçao ·
Cyprus ·
DDR ·
Denemarken ·
Duitsland ·
Ecuador ·
Egypte ·
Engeland ·
Estland ·
Faeröer ·
Finland ·
Frankrijk ·
GOS · 
Georgië ·
Ghana ·
Gibraltar ·
Griekenland ·
Hongarije ·
Ierland ·
IJsland ·
Indonesië ·
Iran ·
Israël ·
Italië ·
Ivoorkust ·
Japan ·
Joegoslavië ·
Kameroen ·
Kazachstan ·
Kroatië ·
Letland ·
Liechtenstein ·
Luxemburg ·
Malta ·
Marokko ·
Mexico ·
Moldavië ·
Montenegro ·
Nederlandse Antillen ·
Nigeria ·
Noord-Ierland ·
Noord-Macedonië ·
Noorwegen ·
Oekraïne ·
Oostenrijk ·
Paraguay ·
Peru ·
Polen ·
Portugal ·
Qatar ·
Roemenië ·
Rusland ·
Saarland ·
San Marino ·
Saoedi-Arabië ·
Schotland ·
Senegal ·
Servië en Montenegro ·
Slovenië ·
Slowakije ·
Sovjet-Unie ·
Spanje ·
Suriname ·
Thailand ·
Tsjechië ·
Tsjecho-Slowakije ·
Tunesië ·
Turkije ·
Uruguay ·
Verenigd Koninkrijk ·
Verenigde Staten ·
Wales ·
Wit-Rusland ·
Zuid-Afrika ·
Zuid-Korea ·
Zweden ·
Zwitserland
Argentinië (1978) ·
Argentinië (2006) ·
Argentinië (2014) ·
Argentinië (2022) ·
Australië (2014) ·
Brazilië (2014) ·
Chili (2014) · 
Costa Rica (2014) ·
Denemarken (2010) ·
Denemarken (2012) ·
Duitsland (2012) · 
Ecuador (2022) · 
Frankrijk (2008) ·
Italië (2008) ·
Ivoorkust (2006) ·
Japan (2010) ·
Kameroen (2010) ·
Mexico (2014) · 
Noord-Macedonië (2021) · 
Oekraïne (2021) · 
Oostenrijk (2021) · 
Portugal (2006) ·
Portugal (2012) ·
Portugal (2019) ·
Qatar (2022) ·
Roemenië (2008) ·
Rusland (2008) ·
San Marino (2011) ·
Senegal (2022) ·
Servië en Montenegro (2006) ·
Sovjet-Unie (1988) ·
Spanje (2010) ·
Spanje (2014) ·
Tsjechië (2021) · 
Uruguay (2010) ·
Verenigde Staten (2022) · 
West-Duitsland (1974)